# Class of the Titans
Class of the Titans è una serie televisiva animata canadese creata da Studio B Productions e Nelvana. È stata trasmessa per la prima volta in Canada il 31 dicembre 2005 alle 17:00 su Teletoon con una presentazione speciale di 90 minuti dei primi tre episodi. La serie è andata in onda negli Stati Uniti su Discovery Kids e su Qubo dal 19 settembre al 24 ottobre 2009 ed è stata pubblicata su DVD a partire dal 19 febbraio 2008 con i primi tre episodi. Nel 2016 la serie è stata riproposta in streaming su Prime Video, suddivisa in quattro stagioni.

## Trama
Dopo una prigionia di oltre 4000 anni, il malvagio titano Crono riesce finalmente a fuggire dalla prigione del Tartaro, sfruttando un raro allineamento planetario durante la notte di Capodanno. Ora Crono è pronto per vendicarsi degli dei dell'Olimpo che lo hanno imprigionato e conquistare il mondo, ma una profezia dell'Oracolo rivela che sette adolescenti, discendenti dei sette eroi più famosi della mitologia greca, lo sconfiggeranno una volta per tutte. I sette giovani sono Jay (discendente di Giasone), Atlanta (discendente di Atalanta), Harry (discendente di Ercole), Archie (discendente di Achille), Theresa (discendente di Teseo), Odie (discendente di Odisseo) e Neil (discendente di Narciso); essi dovranno frequentare la New Olympia High School, una scuola segreta gestita dagli stessi dei dell'Olimpo che gli addestreranno per compiere la profezia. Il gruppo dovranno unire le forze e studiare a fondo per affronteranno le varie figure della mitologia greca che Crono gli scaglierà contro per distruggerli.

## Personaggi

### Personaggi Principali
- Jay: discendente di Giasone degli Argonauti. Jay ha 16 anni ed è il primo degli adolescenti ad essere localizzato. Ha un istinto di leadership e brandisce uno xiphos con una lama retrattile. È di origini greche da parte di madre, e quindi è cresciuto con le storie della mitologia classica. Se gli altri adolescenti sono confusi su un certo concetto mitologico, di solito glielo spiega. Jay prende molto sul serio il suo ruolo di eroe, di solito preoccupandosi di potenziali minacce anche quando tutto sembra a posto. Il suo senso di responsabilità e l'etica del lavoro mirata tendono a far impazzire il gruppo. Navigazione sembra essere il suo hobby preferito. Ha sentimenti molto forti per Theresa.
- Atlanta: discendente di Atalanta. Atlanta ha 15 anni, uno dei più giovani degli eroi e l'unico prescelto con un'antenata femmina. È nata e cresciuta nei Territori del Nordovest ed è stata educata attorno ad armi e simili, il che spiega la sua strana passione per le armi pericolose. Ha riflessi e capacità di tracciamento eccezionali e usa bolas d'acciaio o balestra-guanto come la sua arma preferita. Atlanta ha una mente un po' a senso unico, preferisce agire piuttosto che pensare alle cose, ama stuzzicare Archie (soprattutto sulla sua paura dell'acqua) ed è molto irascibile. Allo stesso tempo, è molto studiosa al punto da essere nevrotica. Ha anche un interesse per le questioni ambientali e fa volontariato per la Green Alliance, anche se le piace anche cacciare con armi tradizionali come arco e frecce e ha una cicatrice sulla spalla destra da un incidente con un puma. Atlanta non ha alcun interesse per gli appuntamenti, ma aveva una cotta per Phil e gradualmente ha sviluppato sentimenti per Archie.
- Herry: discendente di Ercole, che è anche il suo mentore. Ha una forza sovrumana e quindi tende a non brandire un'arma a favore dell'uso della sola forza bruta, ma può essere improvvisato e imparare a usare qualsiasi cosa quando se ne presenta la necessità. Herry è rilassato e accomodante, ma può facilmente arrabbiarsi, il che a volte può portarlo nei guai. Ha un grande appetito ed è affezionato a sua nonna, "Granny", che sembra averlo cresciuto. I suoi compagni di squadra a volte sminuiscono la sua intelligenza, anche se a volte ha dimostrato di essere piuttosto intelligente, soprattutto quando si tratta di pensare a soluzioni rapide.
- Archie: discendente di Achille. È super agile, veloce quasi quanto Atlanta, e brandisce una "Hephaestus Whip", un apparente incrocio tra una frusta a catena e un dardo di corda. A differenza del suo antenato, Archie indossa un caratteristico tutore d'oro che gli copre lo stinco destro e parte del piede a causa di una condizione medica non specificata che colpisce il suo tallone. Inoltre, secondo Dioniso, Archie è invincibile alle malattie come lo era Achille, e non è mai stato malato un giorno della sua vita. Oltre alle sue varie abilità fisiche, Archie conosce anche la mitologia greca leggendo molta poesia greca. Archie tende ad essere sfacciato, macho, un po 'insensibile e ha una leggera tendenza a mettersi in mostra, ma tende anche a stare per sé ed è piuttosto cinico. Prova dei forti sentimenti per Atlanta, ricambiato.
- Theresa: discendente di Teseo. Viene da una famiglia benestante. Suo padre, che possiede allevamenti di bestiame in tutto il Canada, è molto preoccupato per il suo lavoro (la sua mancanza di attenzione a qualsiasi altra cosa la infastidisce). È molto ricca ed è abituata alle cose belle della vita, proprio come il suo mentore Persefone. Cintura nera di taekwondo a 12 anni, ha ottime capacità di combattimento ed è armata di nunchaku. Ha un naturale senso dell'orientamento e un sesto senso, simile alla chiaroveggenza o alla psicometria, che le consentono a volte di prevedere l'esito degli schemi di Crono e dei piani degli dei dell'Olimpo o di rilevare il pericolo. Da allora le sue capacità psichiche si sono ulteriormente sviluppate, inclusi i poteri telepatici e telecinetici. Ha forti sentimenti per Jay.
- Odie: discendente di Odisseo. Di solito è visto come il più giovane del gruppo perché fisicamente più piccolo degli altri eroi, ma in realtà è uno degli eroi più anziani a 16 anni. Ha una super intelligenza e abilità estremamente avanzate con tutti i tipi di elettronica. È anche il tattico del gruppo e il primo a escogitare un piano. Non ha armi ufficiali, ma di solito usa un walkie-talkie e un laptop incredibilmente ben equipaggiato
- Neil: discendente di Narciso. Neil ha 16 anni ed è eccezionalmente bello, lavora come modello freelance e ha le sue foto incollate su tutta New Olympia. Il suo stile di vita lo rendeva un moccioso viziato, e gli altri inizialmente nutrivano alcuni dubbi sul suo status di "eroe". Ha sempre a portata di mano uno specchio a tre pannelli con monogramma, che include un'immagine autografata di se stesso che esce dallo specchio centrale. Neil si considera piuttosto colto e un esperto di moda a tutto tondo, e si arrabbia facilmente se i suoi vestiti si sporcano o si macchiano. È noto per essere in ritardo ed è anche ossessionato dai film horror incentrati sui vampiri e lupi mannari. Tuttavia, è estremamente fortunato, il che aiuta a sconfiggere nemici molto più potenti, oltre ad aiutarlo con cose minori come vincere sempre lanci di monete e giochi da tavolo. Neil generalmente non brandisce un'arma, ma quando lo fa è in grado di farlo con grande effetto, probabilmente a causa della sua naturale fortuna.
- Crono: principale antagonista della serie. Re dei titani e personificazione del tempo. Crono fu imprigionato sin dalla Titanomachia nel Tartaro dai suoi figli Zeus, Poseidone e Ade. Con l'allineamento dei pianeti alla vigilia di Capodanno, è in grado di scappare e vendicarsi di Zeus e degli dei dell'Olimpo, oltre a conquistare il mondo. Avendo nutrito rancori di lunga data, Crono spesso non ha problemi a persuadere i suoi alleati a sfogare la loro rabbia sui moderni discendenti degli eroi. Controlla anche un certo numero di giganti ed è noto per formare alleanze con i vecchi nemici degli eroi originali. Essendo uno degli immortali più potenti esistenti, Crono ha numerosi poteri, come la rigenerazione, la creazione di portali, il mutaforma e la duplicazione di se stesso. In quanto titano del tempo, è in grado di invertire e accelerare il tempo, ma questi poteri si indeboliscono se usati spesso. Impugna una o due falci nere e dorate che può materializzare dal nulla.

### Dei greci
- Zeus: Dio del cielo e del fulmine, re degli dei e marito di Hera. È raffigurato come un uomo barbuto dall'aspetto scontroso, piuttosto disorganizzato e distratto, risultato dell'utilizzo dei suoi poteri per rimandare i Prescelti nel futuro dopo il loro ruolo nel contrastare la vittoria di Crono alla Titanomachia. In gioventù, tuttavia, aveva i capelli biondi e appariva muscoloso.
- Era: Mentore di Jay, dea dei matrimoni e delle nascite e regina degli dei. È una donna severa, regale e anziana con una presenza imponente e funge da preside della New Olympia High School. Come il suo studente, Jay, è una leader naturale ed era la dea protettrice che ha sostenuto il suo antenato, Jason. Come con Jason, Hera sembra assumere un ruolo attivo nell'assistere Jay nel suo ruolo di leader.
- Poseidone: dio dei mari e dei terremoti, che brandisce un grande tridente che può essere usato per controllare l'acqua, sebbene sembri anche essere in grado di esercitare un certo controllo sull'acqua senza di essa. Di solito è raffigurato come un tritone gigante con una barba verde-bluastra, pinne sulla testa e sulle braccia e una corona fatta di conchiglie.
- Ade: dio degli inferi, che in contrasto con altre raffigurazioni di Ade è ritratto come un uomo con una voce acuta e carnagione viola, nonché una personalità apparentemente amichevole. Ha un rapporto affettuoso con sua moglie Persefone e non ha problemi con gli eroi che vanno e vengono dagli Inferi. Tuttavia, governa il suo regno con una forte presa e non ha scrupoli nell'esprimere la sua ira a coloro che hanno oltrepassato se stessi.
- Atena: Dea della saggezza e della strategia, capo del dormitorio dove alloggiano i ragazzi. Sorprendentemente, è una brava cuoca e un'abile tessitrice, quest'ultima non sorprende dato che è anche la dea delle arti domestiche. La sua arma preferita è un Makhaira, che non le dispiace nemmeno usare per affettare pile di pane tostato per le sue cariche.
- Hermes: mentore di Odie, messaggero degli dei e il dio dei confini, dei ladri, del commercio e dei viaggiatori. È stato lui a recuperare i primi sei studenti e ha anche dovuto inventare una storia elaborata per i genitori di Jay per spiegare la sua assenza. Hermes è incaricato di monitorare le reti globali e i sistemi di comunicazione degli dei, che da allora sono stati migliorati dall'installazione di telefoni ad alta velocità da parte di Odie. Ha un portale segreto nella sua stanza decorato con il caduceo che può trasportare chiunque ovunque desideri. Il suo caduceoè il simbolo degli araldi e può usarlo per controllare gli animali. È raffigurato come un giovane un po 'iperattivo e magro che indossa un berretto da pilota alato, occhiali e stivali alati. È un inventore intelligente e dotato, qualcosa che condivide con il suo studente, Odie. È più rilassato e meno esigente degli altri dei; inoltre, ha molta familiarità con il mondo umano e il modo in cui funziona.
- Artemide: mentore di Atlanta, dea della caccia, degli animali selvatici e della luna. Non sorprende che lei e la sua studentessa Atlanta siano entrambe grandi cacciatrici e abili nel tiro con l'arco. È una donna decisa e schietta che sembra avere una pazienza limitata e ama la competizione.
- Ercole: mentore di Herry, il guardiano dell'Olimpo e Dio che scongiura il male e patrono degli atleti. A quest'epoca, ha l'aspetto di un uomo di mezza età, panciuto e calvo con un cuore tatuato sui bicipiti. Tuttavia, nonostante il suo aspetto, conserva ancora tutta la forza dei suoi giorni di gloria. Hercules è molto orgoglioso del suo ufficio, che mette in mostra i suoi famosi successi, di cui parla con orgoglio. Ama le ciambelle, parla come un duro e indossa calzini, un kilt a strisce blu e una maglietta muscolare che mostra i suoi folti peli.
- Ares: mentore di Archie, che è il dio della guerra. Fornisce ai ragazzi una vasta gamma di armi e aiuta ad addestrarli adeguatamente nei modi di combattere. Sebbene Ares prediliga il combattimento armato e corpo a corpo, comprende anche l'arte della guerra e riconosce l'importanza della tattica e della strategia, nonché della fortuna in battaglia. Tende ad essere irascibile e arrogante, ed è difficile andare d'accordo, simile ad Archie.
- Afrodite: Mentore di Neil e dea dell'amore e della bellezza. È una donna dalla testa vuota che ama le persone di bell'aspetto, specialmente se stessa. Sembra passare la maggior parte del suo tempo a farsi sembrare ancora più bella o ad ammirarsi allo specchio; in quanto tale, la sua bellezza e la sua ossessione per esso la rendono il mentore ideale per Neil.
- Persefone: Mentore di Theresa, dea della primavera e regina degli inferi. È alta, giovane e possiede due temperamenti distinti: uno gentile e spensierato, e l'altro incontrollabile e dispettoso, messo in evidenza quando è arrabbiata. Per adempiere al suo accordo di trascorrere metà del suo tempo negli Inferi con suo marito Ade, Persefone ha nel suo solarium un passaggio segreto per il suo regno che consente l'accesso degli eroi agli Inferi senza soddisfare il consueto requisito di essere morto. Sembra appassionata di giardinaggio, non a caso visto che è una dea della primavera e figlia di Demetra. Sembra anche condividere una relazione d'amore con suo marito e il loro "cucciolo", Cerbero. La sua connessione con il soprannaturale e la vasta ricchezza è qualcosa che condivide con la sua studentessa Theresa.
- Efesto: Fabbro degli dei, che fabbrica i veicoli del gruppo ed è il dio del fuoco, della forgiatura e dell'artigianato. La sua officina è piena di vari dispositivi meccanici ed esplosivi per l'uso degli eroi. È anche zoppo con la gamba destra leggermente più corta della sinistra, sebbene abbia stivali speciali che risolvono il problema. Odie studia con lui così come con Hermes, anche se Efesto e Odie si scontrano sulla superiorità della tecnologia moderna rispetto all'antica innovazione magica.
- Pan: dio delle foreste e della natura selvaggia. Travestito da studente alla New Olympia di nome Phil, Pan è conosciuto localmente come DJ Panic, un DJ popolare tra le donne e ha persino attirato l'attenzione di Atlanta che non era mai stata romanticamente attratta dagli altri prima. Tuttavia, semina segretamente il caos usando musica trance ipnotizzante e controllando le piante, in particolare le viti.
- Apollo: Dio del sole, della musica e della profezia, fratello gemello di Artemide. A differenza di tutte le altre raffigurazioni di Apollo, appare come un uomo panciuto con peli sul viso e accento italiano. Inoltre, a differenza di altri dei, sembra non essere in contatto con lo stile moderno, sebbene possieda uno stereo portatile.
- Demetra: Dea della natura e del raccolto, madre di Persefone. Si arrabbia molto quando sua figlia viene intrappolata e provoca accidentalmente un inverno eterno nel processo, riferendosi al mito del rapimento di Persefone da parte di Ade. Quando Neil e Atlanta arrivano alla sua fattoria, Demetra ha assunto la forma di una mucca. La affascinano abbastanza da alleviare l'inverno, e lei presta loro il suo carro per andare negli Inferi e aiutare gli altri a salvare Persefone. Quando Persefone ritorna nel mondo vivente, Demetra ripristina l'ordine naturale e si riunisce con sua figlia, proprio come nel mito.
- Dioniso: dio del vino e del tempo libero, raffigurato come un abile chimico. Crede che ogni errore che commetti ti farà diventare più informato, cosa di cui Odie dubita leggermente.
- Nemesi: dea della vendetta, che assume la forma di una donna bendata che porta una spada e un paio di squame.
- Armonia: dea dell'armonia e della pace, che assume la forma di un grande serpente rosa e lavora come DJ radiofonico.
- Speranza: dea della speranza e della fede, appare con l'aspetto di una dolce e gentile bambina. era intrappolata all'interno del vaso di pandora, finche non viene accidentalmente liberata da Archie.
- Fortuna: dea del caso e della fortuna, una donna di mezza età che possiede la Cornucopia e ama giocare d'azzardo al casinò.
- Morfeo: dio dei sogni, che appare come un uomo rilassato, leggermente sovrappeso e basso che risiede nel regno dei sogni.
- Eros: figlio di Afrodite, che è il dio personificatore dell'amore. Odia usare il suo nome romano più familiare di Cupido e permette solo a Psiche di chiamarlo così. Viene mostrato come un uomo di mezza età basso, leggermente sovrappeso e calvo che vive in periferia.
- Psiche: dea dell'anima e moglie di Eros.
- Eolo: dio dei venti. Vive su un'isola in mezzo al mare dal quale governa i venti del mondo.
- Gaia: dea primordiale della terra, madre di Crono e nonna di Zeus. All'inizio si mostra come una donna intimidatoria e severa, ma in realtà nasconde un lato dolce e comprensivo, specialmente con chi si comporta in modo educato.
- Ecate: dea della magia, della stregoneria e degli incroci. Un tempo era una dea dell'Aldilà, che usava le sue torce magiche per guidare il cammino dei defunti, finche non divenne avida di potere, per poi essere bandita sulla luna. Essendo la dea della stregoneria, è la massima esperta in fatto di incantesimi e sortilegi. Può trasformarsi in una creatura tricefala con teste di cani.
- Eris: dea della discordia, del caos e del conflitto, che appare come un'adolescente punk e ama l'arte dei graffiti. I suoi poteri influenzano sia gli eroi che gli dei, facendoli litigare invece di lavorare insieme.
- Thanatos: Il dio personificatore della morte, che serve chiunque indossi l'elmo dell'oscurità di Ade. Appare come un uomo di mezza età dai modi miti e pacato, ma la sua vera forma è una creatura alata scheletrica che è in grado di apparire dall'ombra e dissiparsi nell'aria.
- Ore: dee delle stagioni, sono quattro e ognuna rappresenta una diversa stagione dell'anno. Abitando un murale che conduce agli Inferi dal solarium di Persefone, regolano le stagioni e appaiono come quattro fanciulle. Possiedono anche la capacità di controllare il tempo (in particolare visitando le stagioni passate), sebbene Crono sia molto più potente di loro.

### Personaggi mitologici
- Chirone: Un centauro che funge da sorta di enciclopedia "umana", fornendo informazioni e bocconcini di conoscenza mitologica. Ha agito come mentore per vari eroi e si prende cura di loro anche quando qualcuno di loro viene ferito in battaglia.
- L'Oracolo: Un vecchio uomo calvo con strani occhi luminosi, solitamente nascosti da occhiali da sole, che può prevedere il futuro ed è obbligato a fornire tali informazioni a coloro che lo richiedono. Nonostante abbia poche apparizioni nella prima stagione, diventa un personaggio ricorrente nella seconda, solitamente avvicinato da Theresa ogni volta che inizia a dubitare delle sue capacità psichiche.
- Caronte:  Il traghettatore degli Inferi, che indossa una veste con cappuccio che lascia visibili solo gli occhi e la bocca.
- Campe: Il carceriere del Tartaro che brandisce il bastone, che è per lo più umanoide, sebbene con la parte inferiore del corpo di un serpente e uno scorpione vivo sulla schiena che può staccarsi del suo corpo a volontà.
- Polifemo: Il ciclope che fu accecato da Odisseo, per il quale prova un odio profondo. All'inizio si allea con Crono per vendicarsi del discendente di Odisseo, ma quando capisce che Odie non è come il suo antenato, i due diventano buoni amici. Alla fine diventa l'assistente di Efesto, lavorando nella sua fucina.
- Atlante: titano della resistenza e della forza. Sorregge la volta celeste sulle sue stesse spalle.
- Calipso: ninfa immortale che dimora su un'isola deserta in mezzo al mare. Si innamora di Odie, poiché è il discendente di odisseo. Alla fine i due promettono di rivedersi quando Crono sarà sconfitto.
- Minosse: re di Creta, che divenne uno dei tre giudici degli inferi dopo la sua morte.
- Cerbero: segugio infernale con tre teste scheletriche e una coda a testa di serpente che sorveglia l'ingresso degli inferi per impedire ai suoi abitanti di scappare.
- Giganti: Gli scagnozzi di Crono, che Crono può cambiare per avere le caratteristiche di diversi animali. Sono molto forti ma sembrano avere poca intelligenza.
- Tifone: Una grande creatura umanoide rossa con occhi verdi luminosi, due serpenti al posto delle gambe e ali coriacee che è stata liberata dalla sua prigione sull'Etna da Crono, ma sconfitta da Archie e Atlanta.
- Minotauro: Una creatura con la testa e i quarti posteriori di un toro e il busto e le braccia di un uomo.
- Gorgoni:Brutte donne umanoidi con pelle grigia rugosa, occhi gialli, punte acuminate lungo le braccia e le gambe e serpenti neri velenosi al posto dei capelli. Possono trasformare gli altri in pietra attraverso il contatto con loro. Sono tre sorelle: Medusa, Steno ed Euriale
- Sfinge: Una creatura infida e spietata con le cosce di un leone, ali simili a uccelli e un volto umano femminile. Dà indovinelli alle persone e uccide chiunque non sappia rispondere.
- Kraken: Un gigantesco tritone dalla pelle verde e con tentacoli di piovra, che Crono ha risvegliato per vendicarsi di Poseidone.
- Chimera: mostro ibrido che ha la testa e le zampe anteriori di un leone, le zampe posteriori di una capra con la testa che emerge dalla schiena e una coda a testa di cobra.
- Manticora: creatura simile a un leone con ali simili a draghi e una coda di scorpione che è in grado di sparare punte velenose per paralizzare o uccidere le sue vittime.
- Sirene: Un trio di mostri femminili noti per le loro canzoni bellissime e seducenti che attirano gli uomini verso la morte. Inizialmente appaiono come tre giovani donne molto belle, ma le loro vere forme sono creature brutte, simili a serpenti e simili a uccelli.
- Arpie: Creature metà donna e metà uccelli, sono aggressive e tendono a rubare il cibo.
- Telchini: Mostri marini dalla faccia di cane con pinne al posto delle mani, potenti maghi e abili alchimisti e fabbri.
- Uccelli stinfalidi: uccelli fatti di bronzo. Molto aggressivi e minacciosi, ma non molto intelligenti.
- Sibari: mostro serpentino femminile con la coda di un serpente, ali di pipistrello, faccia a forma di pipistrello serpente e denti aguzzi. Si tratta del primo vampiro della storia, con un odio smisurato per Era.
- Licaone: antico re dell'Arcadia, finché non venne maledetto da Zeus per i suoi atti di cannibalismo. Venne trasformato nel primo Lupo mannaro.

## Episodi
| Stagione         | Episodi | Pubblicazione |
| ---------------- | ------- | ------------- |
| Prima stagione   | 26      | 2005-2006     |
| Seconda stagione | 26      | 2007-2008     |